# Le Mans 24-timmars 1968
Le Mans 24-timmars 1968 kördes den 28-29 september på Circuit de la Sarthe. Tävlingen sköts upp från juni på grund av arbetarstrejker i Frankrike. Pedro Rodríguez och Lucien Bianchi tog hand om segern.

## Slutresultat
| Plats | Förare                           | Märke          | Varv |
| ----- | -------------------------------- | -------------- | ---- |
| 1     | Pedro Rodríguez Lucien Bianchi   | Ford           | 331  |
| 2     | Rico Steinemann Dieter Sporry    | Porsche        | 326  |
| 3     | Jochen Neerpasch Rolf Stommelen  | Porsche        | 325  |
| 4     | Ignazio Giunti Nanni Galli       | Alfa Romeo     | 322  |
| 5     | Carlo Facetti Spartaco Dini      | Alfa Romeo     | 315  |
| 6     | Mario Casoni Giampiero Biscaldi  | Alfa Romeo     | 305  |
| 7     | David Piper Richard Attwood      | Ferrari        | 302  |
| 8     | André de Cortanze Jean Vinatier  | Alpine-Renault | 297  |
| 9     | Alain LeGuellec Alain Serpaggi   | Alpine-Renault | 289  |
| 10    | Jean-Luc Thérier Bernard Tramont | Alpine-Renault | 288  |